# Anand Mahindra

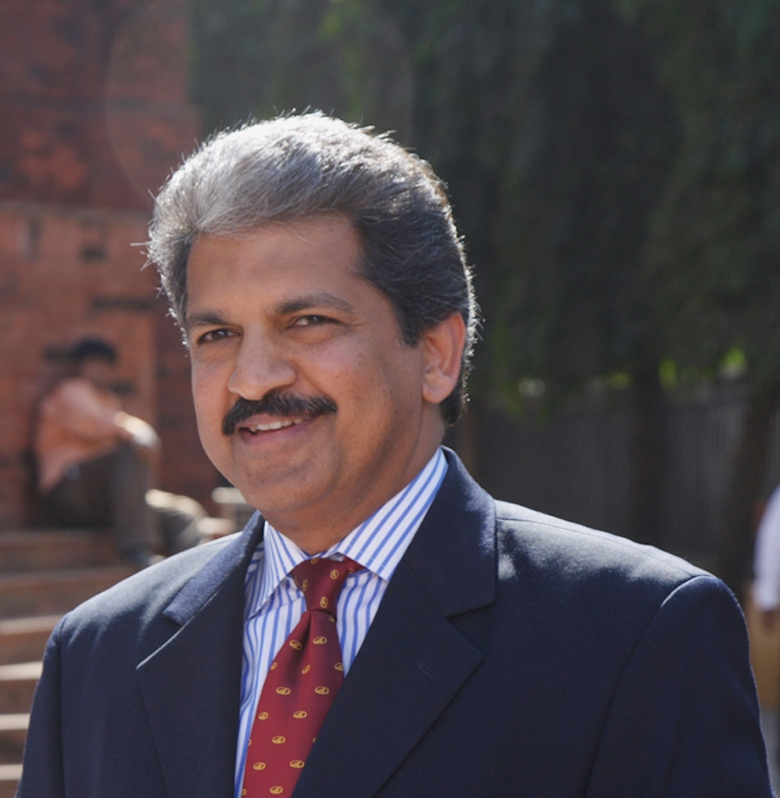
Anand Mahindra

Anand Gopal Mahindra (Bombay, 1 mei 1955) is een Indiase miljardair en zakenman, en is voorzitter van de Mahindra Group, een conglomeraat met haar hoofdkwartier in Bombay. De groep opereert in een breed spectrum van industrieën, waaronder luchtvaart, vastgoed, auto-industrie en informatietechnologie.  In mei 2021 werd zijn totale vermogen geschat op 1,9 miljard dollar.

## Leven
Anand Mahindra werd in 1955 geboren als zoon van de industrieel Harish Mahindra en Indira Mahindra en heeft twee zussen, Anuja Sharma en Radhika Nath. Hij ging naar Lawrence School in Lovedale (Tamil Nadu) en studeerde film en architectuur aan de Harvard-universiteit in de Verenigde Staten. Hij studeerde daar in 1977 magna cum laude af, en behaalde uiteindelijk in 1981 een Master of Business Administration aan de prestigieuze Harvard Business School. 
Mahindra trouwde met Anuradha een journaliste en hoofdredacteur die later aan de wieg zou staan van de tijdschriften Verve en Men's World. Samen hebben ze twee dochters. 

## Carrière
In 1981 ging hij aan de slag als uitvoerend assistent van de financieel directeur van de Mahindra Ugine Steel Company (MUSCO) en in 1989 werd hij voorzitter en vice-directeur van het bedrijf. Hij leidde de diversificatie van de groep naar nieuwe industrieën en in de jaren erna kreeg hij een steeds grotere rol binnen het familiebedrijf. In 2012 nam hij de rol van bestuursvoorzitter en uitvoerend directeur van de hele Mahindra Group over van zijn oom, Keshub Mahindra. Anno 2017 vertegenwoordigt de Mahindra Group een kapitaal van 19 miljard dollar, en is het een van de 10 grootste bedrijven van India.
Naast zijn werkzaamheden in het familiebedrijf, vervult Mahindra ook rollen in diverse commissies en besturen rond economische ontwikkeling. In 2014 lanceerde Mahindra samen met zijn zwager Charu Sharma de professionalisering van de populaire Indiase sport Kabaddi in de Pro Kabaddi League.